# M3 리
M3 리는 제2차 세계 대전 당시 미합중국이 개발하고 미합중국과 연합군에 의해 사용되었던 중전차이다. 이 전차는 미국 최초의 근대형 중전차이기도 하다. 또한 M3 리는 1년만에 급조한 전차이며, 주포가 2개나 달린 다주포 전차라는 특징이 있다.

## 역사
1940년 독일군의 프랑스 함락 이후 종전의 M2 중전차가 뒤쳐졌음이 드러나면서 미국의 신형 중전차 개발이 시작되었으며 신형 전차의 생산이 시작될 때까지의 공백을 메우기 위해 M2 중전차의 차체에 75mm 전차포를 얹었다. 설계부터 양산에 이르기까지 1년여밖에 걸리지 않았으며 구형 M2 중전차와 신형 M4 셔먼 전차의 과도기형 역할을 하였다. 당시 미국 정부의 무기 대여법(랜드리스 법)에 따라 소련군과 영연방군에 공여되었다. 다각형의 모양새와 다수의 리벳, 75mm 포탑을 얹을 수 없어 차체에 고정된 75mm 전차포가 특징이었다. 영국군이 사용한 개량형은 그랜트라고 불렸다.

## 활약
영국에 공여된 M3 리가 북아프리카에 투입되면서 당시 독일군의 주력전차였던 3호 전차에 비해 압도적인 화력 투사력과 강력한 장갑으로 독일군에게 상당한 충격을 주었으나 특유의 높은 차체와 고정된 75mm 전차포는 큰 약점이 되었으며 특히 소련군에 1,300여대가 공여되었으나 북아프리카에 비해 많은 대전차력이 투입된 동부 전선에서 이런 약점들은 치명적이었기 때문에 '여섯을 위한 공동묘지'이라는 별명을 얻으며 악평을 받았다. 1942년 M4 셔먼의 양산이 시작되면서 생산이 종료되었다.

## 이름 유래
‘리’라는 이름은 미군이 붙인 것으로 남북전쟁때의 장군 로버트 리에서 따온 것이다. 영국군은 이 전차를 미군한테서 제공받아 약간 개조를 하고 ‘그란트’라는 이름으로 썼다.

## 대중 매체에서

### 비디오 게임
- 월드 오브 탱크
- 월드 오브 탱크 블리츠
- 워썬더

### 프라 모델
- 1/35 M3 Lee Medium Tank[1] - 아카데미사에서 제작한 내부구현 M3 리이다.